# Краснояров, Евгений Алексеевич
Евге́ний Алексе́евич Красноя́ров (р. 24 ноября 1939 года) — российский государственный деятель, глава администрации Сахалинской области с 1993 по 1995 год.

## Биография
Родился 24 ноября 1939 года в п. Холбон Шилкинского района Читинской области.

### Образование и трудовая деятельность
Окончил Дальневосточное мореходное училище и заочное отделение Дальрыбвтуза, а также школу делового администрирования[уточнить] при Портлендском университете (США).
Был матросом, третьим, вторым и старшим помощником капитана, капитаном-директором большого рыболовецкого траулера.
С 1980 года — заместитель генерального директора объединения «Сахалинрыбпром», занимался вопросами внешнеэкономических связей и безопасности плавания. В 1988 году стал генеральным директором совместного российско-японского предприятия «Пиленга Годо», специализирующегося на разведении лососёвых рыб.

### Политическая деятельность
В апреле 1993 года назначен главой администрации Сахалинской области.
Во время кризиса в октябре 1993 года поддержал Президента Ельцина. В декабре 1993 года избран в Совет Федерации по Сахалинскому двухмандатному избирательному округу № 65, заняв первое место и набрав 35,46 % голосов. Был членом Комитета по международным делам.
При его активном участии была создана местная политическая организация «Партия экономического развития и социального партнёрства», в которую вошли многие известные промышленники и предприниматели Сахалинской области. Выступал против создания свободной экономической зоны на Сахалине.
В апреле 1995 года ушёл в отставку.